# Sikátor
Sikátor – wieś i gmina w północno-zachodniej części Węgier, w pobliżu miasta Pannonhalma.
Miejscowość leży na obszarze Małej Niziny Węgierskiej. Administracyjnie należy do powiatu Pannonhalma, wchodzącego w skład komitatu Győr-Moson-Sopron.
Gmina Sikátor liczy 304 mieszkańców (2009) i zajmuje obszar 13,74 km².
W osadzie znajdują się dwa kościoły: katolicki i ewangelicki.